# Guli (köpinghuvudort i Kina, Jiangsu)
Guli (kinesiska: 古里, 古里镇) är en köpinghuvudort i Kina. Den ligger i provinsen Jiangsu, i den östra delen av landet, omkring 200 kilometer öster om provinshuvudstaden Nanjing. Antalet invånare är 117 259. Befolkningen består av 58 556 kvinnor och 58 703 män. Barn under 15 år utgör 8,0 %, vuxna 15-64 år 80 %, och äldre över 65 år 10,0 %.
Runt Guli är det tätbefolkat, med 947 invånare per kvadratkilometer. Närmaste större samhälle är Changshu City, 8,9 km väster om Guli. Trakten runt Guli består till största delen av jordbruksmark.
Genomsnittlig årsnederbörd är 1 488 millimeter. Den regnigaste månaden är juli, med i genomsnitt 228 mm nederbörd, och den torraste är januari, med 46 mm nederbörd.